# AUKUS
AUKUS ([ˈɔːkəs], абревіатура від англ. Australia, United Kingdom, United States) — тристоронній оборонний пакт, утворений Австралією, Великою Британією і США. Повідомлення про створення цього пакту опубліковано 15 вересня 2021.

## Мета
Сполучені Штати і Велика Британія планують допомогти Австралії в розробці і розгортанні атомних підводних човнів, збільшуючи військову присутність Заходу в Тихоокеанському регіоні. Хоча в спільній заяві прем'єр-міністра Австралії Скотта Моррісона, прем'єр-міністра Великої Британії Бориса Джонсона і президента США Джо Байдена жодна країна не була названа по імені, анонімні джерела в Білому домі заявили, що альянс покликаний протистояти впливу Китайської Народної Республіки (КНР) в Індо-Тихоокеанському регіоні, з чим погодилися аналітики. Деякі аналітики та ЗМІ також охарактеризували альянс як спосіб захисту Республіки Китай (Тайвань) від китайського експансіонізму.
Угода характеризується як наступник наявного пакту АНЗЮС між Австралією, Новою Зеландією і США; при цьому Нова Зеландія «відходить на другий план» через її заборону на використання ядерної енергії, але офіційної заяви з цього приводу не робили. 17 вересня Франція відкликала своїх послів з Австралії і США в зв'язку з угодою.
Угода охоплює такі ключові області як штучний інтелект, кібервійна, потенціал підводного флоту і потенціал удару на далекі відстані. Вона також включає ядерний компонент, можливо, обмежений Сполученими Штатами і Великою Британією, по інфраструктурі ядерної оборони. Угода буде зосереджено на військовому потенціалі, відокремлюючи його від альянсу Five Eyes з обміну розвідданими, до якого також входять Нова Зеландія і Канада.
Альянс спрямований на протидію експансіонізму КНР в Індо-Тихоокеанському регіоні. У рамках альянсу військово-морський флот Австралії вперше отримає можливість будувати атомні підводні човни.

## Передумови
Австралія, Велика Британія та США стурбовані зростанням військової присутності КНР Індо-Тихоокеанському регіоні. У спільній заяві про створення альянсу йдеться, що в регіоні існують потенційні загрози правопорядку, включно з не вирішеними територіальними суперечками, тероризмом та організованою злочинністю:
Регіон став новим джерелом загроз безпеки, в тому числі в кіберпросторі.

## Зміст
Пакт передбачає співпрацю у створенні оборонних технологій, у тому числі, автономних систем озброєнь на основі штучного інтелекту, квантових технологій та обчислювальної техніки. Відповідно до договору, Австралія вперше отримає можливість будівництва атомних підводних човнів.

## Підводні човни
2016 року ліберальний уряд прем'єр-міністра Австралії Малкольма Тернбулла підписав із французькою компанією Naval Group угоду на суму 90 млрд австралійських доларів на проєктування до 12 підводних човнів нового покоління, які будуть частково побудовані в Австралії і Франції, але програма зіткнулась із затримками і зниженням вартості, що призвело до невизначеності і напруженості за лаштунками. У лютому 2021 року початковий план проєктування був відхилений як занадто дорогий, і Naval Group надали час до вересня, щоб поліпшити свою пропозицію. На початку червня 2021 року, коли затримки тривали, міністр оборони Грег Моріарті на допиті в Сенаті в ході розслідування заявив, що він розглядав можливість розробки резервних планів дій на випадок провалу французького проєкту, визнавши, що проблеми тривали вже понад рік. Через два тижні прем'єр-міністр Скотт Моррісон зустрівся з президентом Емманюелем Макроном в Парижі і висловив стурбованість з приводу зриву проєкту, на що Макрон відповів, що Франція дає «повне і абсолютне» зобов'язання і буде діяти «далі й швидше, якщо це можливо».
Угода буде включати положення, що дозволяють Австралії отримати атомні підводні човни, що спричинить скасування французької «Програми майбутніх підводних човнів» типу «Атака», яка раніше була запланована для заміни нинішніх підводних човнів типу «Коллінз». США постачатимуть Австралії високозбагачений уран для підводних човнів; Австралія погодилася не виробляти високозбагачений уран самостійно. Це означає, що Австралія стане сьомою країною, що має атомні підводні човни, після п'яти постійних членів Ради Безпеки ООН (Китаю, Франції, Росії, Великої Британії і США) і Індії. Атомні підводні човни володіють більшою швидкістю і дальністю польоту ракет, можуть довше перебувати під водою, їх важче виявляти і вони можуть нести більш важке озброєння.
В угоду також може бути залучений американський атомний підводний човен класу «Вірджинія», що діє з бази HMAS Stirling в Перті.
На переговорах у Вашингтоні між міністрами оборони і закордонних справ США і Австралії міністр оборони Австралії Пітер Даттон заявив, що країни будуть «значно розширювати співпрацю в силовій сфері», включно з «більш широким співробітництвом у повітряній сфері шляхом ротаційного розгортання всіх типів американських військових літаків в Австралії». Даттон також зазначив потенційне збільшення чисельності американських військ, що розміщуються в Дарвіні на ротаційній основі, збільшення кількості спільних військових навчань з США та іншими регіональними партнерами, а також збільшення кількості баз і складів обладнання в Австралії. Міністр оборони США Ллойд Остін заявив, що країни будуть шукати більше можливостей для спільних навчань, зазначивши присутність великої кількості американських військ і літаків, що базуються в Австралії. Остін також спростував припущення про те, що США очікують від Австралії вчинок в обмін на ядерні технології, наприклад, розміщення в Австралії ракет середньої дальності.

## Комп'ютерні та кібертехнології
Повідомлення про створення AUKUS включало заявлену мету поліпшення «спільних можливостей і операційної сумісності. Ці початкові зусилля будуть зосереджені на кіберможливостях, штучному інтелектові, квантових технологіях і додаткових підводних можливостях». Том Тугендгат, голова комітету із закордонних справ Палати громад британського парламенту, пізніше прокоментував у Twitter: «Об'єднання військово-промислового комплексу цих трьох союзників — це крок уперед у відносинах. Ми завжди були оперативно сумісними, але це націлене на значно більше. Від штучного інтелекту до передових технологій США, Велика Британія і Австралія тепер зможуть заощадити за рахунок спільного використання платформ і витрат на інновації. Це кардинально змінює ситуацію, особливо для двох менших країн». Engineering & Technology вказала на експансію, що зростає, китайських технологічних фірм, як-от Huawei, яка була виключена з тендерів на участь у телекомунікаційних мережах США і Австралії з міркувань національної безпеки, а також на урядове вето на спробу придбання Китаєм американської компанії Lattice Semiconductor і розгляд у Великій Британії, що триває, пропозицій про поглинання місцевих напівпровідникових фірм. Engineering & Technology також вказала на заяву Комісії національної безпеки США з ШІ від березня 2021 року про необхідність активізувати зусилля на місцевому рівні, а також «згуртувати найближчих союзників і партнерів для захисту і конкуренції в прийдешній епосі конкуренції і конфліктів, яку ШІ прискорює».
2017 року в Китаї опублікували План розвитку штучного інтелекту нового покоління, який закликає Китай стати провідною країною в галузі ШІ до 2030 року. ШІ привернув увагу китайських військових політиків після того, як комп'ютер зі штучним інтелектом AlphaGo переміг чемпіона світу Лі Седоля в настільній грі, натхненною військовою тематикою. Військове керівництво Китаю розглядає гру го як ключовий засіб для перевірки стратегій, які можуть бути застосовані у війні.

## Реакція в Австралії
Лідер федеральної опозиції та голова Лейбористської партії Ентоні Албаніз заявив, що його партія підтримає атомні підводні човни за умови, що не буде вимоги мати вітчизняну цивільну ядерну промисловість, не володітиме ядерною зброєю, і що угода буде відповідати обов'язкам Австралії за договором про нерозповсюдження ядерної зброї. Колишній прем'єр-міністр та лейборист Пол Кітінг засудив угоду, заявивши: «Ця угода стане свідком подальшої драматичної втрати австралійського суверенітету, оскільки матеріальна залежність від Сполучених Штатів позбавляє Австралію будь-якої свободи або вибору в будь-якій взаємодії, яку Австралія може вважати за доцільну». Колишній прем'єр-міністр та лейборист Кевін Радд застеріг від занадто нав'язливої критики Китаю і рекомендував Австралії зосередитися на поступовому вдосконаленні військового потенціалу.
Колишній ліберальний прем'єр-міністр Тоні Ебботт назвав цей крок «найбільшим рішенням, який приймав будь-який уряд Австралії за останні десятиліття», оскільки «він показує, що Австралія збирається стояти пліч-о-пліч зі Сполученими Штатами і Великою Британією у вирішенні великої стратегічної проблеми нашого часу, якою, очевидно, є Китай». Ебботт заявив, що внаслідок цього Австралія буде в більшій безпеці, і навів як обґрунтування угоди військово-морську міць Китаю, що зростає.

## Міжнародна реакція

### Реакція Франції
Уряд Франції отримав офіційне повідомлення від Австралії про скасування проєкту підводного човна типу «Атака» всього за кілька годин до того, як про це мали публічно оголосити. Уряд Франції був обурений як скасуванням проєкту підводного човна типу «Атака», так і тим, що його не поінформували про переговори, які призвели до укладення угоди AUKUS. У спільній заяві міністр закордонних справ Франції Жан-Ів Ле Дріан і міністр збройних сил Флоранс Парлі висловили розчарування у зв'язку з рішенням Австралії відмовитися від спільної з Францією програми будівництва підводних човнів.
Далі в радіоінтерв'ю Ле Дріан заявив, що розірвання контракту є «ударом в спину». 17 вересня Франція відкликала своїх послів з Австралії і США. Попри напруженість у минулому, Франція ніколи раніше не відкликала свого посла в США. У своїй заяві Ле Дріан сказав, що «це виняткове рішення виправдане винятковою серйозністю оголошень [AUKUS]» і що поспішна відміна контракту на підводний човен «є неприйнятною поведінкою між союзниками і партнерами». Президент Франції Емманюель Макрон не прокоментував ситуацію, але, за повідомленнями, він був «розлючений» таким поворотом подій. Політичний аналітик Інституту Лоуї Ерве Ламатьє сказав, що «дипломатичний збиток від скасування контракту займе роки на відновлення і залишить тривалу спадщину недовіри».

### Реакція Китаю
Представник департаменту закордонних справ Китаю Чжао Ліцзянь заявив: «США, Велика Британія і Австралія беруть участь у співпраці в області атомних підводних човнів, що серйозно підриває регіональний мир і стабільність, посилює гонку озброєнь і шкодить міжнародним зусиллям з нерозповсюдження», а посольство Китаю у Вашингтоні звинуватило ці три країни в «менталітеті холодної війни й ідеологічних забобонах». Націоналістичний урядовий таблоїд Global Times, який відомий своєю агресивністю в порівнянні з офіційними заявами уряду, засудив Австралію і сказав, що вона «перетворила себе на супротивника Китаю», попередив, що Австралія може стати мішенню для Китаю як попередження іншим країнам, якщо вона буде діяти «з бравадою» в союзі зі США або проявить «військову впертість». У ньому також йшлося, що Австралія повинна уникати «провокацій», інакше Китай «неодмінно покарає її без будь-якої пощади», і підсумовувалося: «Таким чином, австралійські війська, найімовірніше, стануть першою партією західних солдатів, які втратять свої життя в Південно-Китайському морі».
Міністр оборони Австралії Пітер Даттон у відповідь заявив, що «пропаганда… від імені Комуністичної партії Китаю, відверто кажучи… робить справу за нас… їхні коментарі контрпродуктивні, незрілі і відверто ганебні». Даттон сказав, що Австралія хоче миру, стабільності та «можливості для Індонезії, В'єтнаму, Шрі-Ланки та Кореї продовжувати розвиватися». Далі Даттон відкинув «випади Китаю» і сказав, що Австралія — "горда демократія", прихильна «міцного миру, і ця співпраця робить регіон більш безпечним… ніяка пропаганда не може спростувати факти».

### Реакція інших країн
Борис Джонсон заявив, що угода створить «сотні висококваліфікованих робочих місць» і «збереже безпеку і стабільність у всьому світі», але при цьому сказав, що відносини з Францією «міцні як скеля». Парламентарій Тугендгат також сказав: «Після багатьох років залякувань і торгівельної ворожнечі, спостерігаючи, як сусіди по регіону, як-от Філіппіни, зазнають посягань на свої води, в Австралії не було вибору, як і у США або Великої Британії [окрім як укласти угоду]». Джо Байден заявив, що угода — це спосіб «врахувати як поточну стратегічну ситуацію в регіоні, так і те, як вона може розвиватися».
16 вересня 2021 року прем'єр-міністр Нової Зеландії Джасінда Ардерн виступила із заявою, у якій підтвердила позицію Нової Зеландії про те, що в її водах не повинно бути атомних підводних човнів, а також заявила, що до них не зверталися з приводу пакту і що вона не очікувала, що до них звернуться. Ардерн сказала, що лідери трьох країн-учасниць «дуже добре обізнані» щодо без'ядерної політики Нової Зеландії та «зрозуміли б ймовірну позицію Нової Зеландії щодо створення атомних підводних човнів».
Австралія та Бразилія стануть першими країнами без ядерної зброї, у яких з'являться підводні човни з атомними двигунами. Висловлювали побоювання, що це може призвести до збільшення ризику поширення зброї, якщо інші країни підуть тим же шляхом, оскільки це спричинить збагачення урану для військово-морських реакторів, що потенційно створить більше можливостей для розробки матеріалів, необхідних для створення ядерної зброї, без гарантій, які забезпечуються регулярними інспекціями. Це хибна аналогія, оскільки Бразилія вже має атомні електростанції і розробляє власний реактор для підводних човнів, тоді як Австралія не має ядерної інфраструктури, а під використанням нинішньої американської технології мається на увазі американський експорт бойового урану.
Моррісон заявив, що зв'язався з прем'єр-міністром Японії Йосіхіде Суґою, прем'єр-міністром Індії Нарендрою Моді, президентом Індонезії Джоко Відодо і прем'єр-міністром Сінгапуру Лі Сянь Луном. Лі дав публічний коментар, висловивши надію, що угода внесе «конструктивний внесок у мир і стабільність у регіоні і доповнить регіональну архітектуру». Міністерство закордонних справ Індонезії офіційно висловило стурбованість з приводу розширення військово-морського флоту Австралії за рахунок атомних підводних човнів. Південна Корея також зберігає мовчання.
Віцепрезидент Тайваню Лай Цінде негайно привітав пакт, назвавши його «позитивною подією для демократії, миру і процвітання в регіоні». Представник зовнішньополітичного відомства заявив: «Тайвань, спираючись на Закон про відносини з Тайванем і „Шість гарантій“, буде продовжувати поглиблювати тісне партнерство з США, підтримувати заснований на правилах міжнародний порядок, мир, стабільність і процвітання в Тайванській протоці і Індо-Тихоокеанському регіоні разом».